# 多伦多大学因尼斯学院
43°39′56″N 79°23′56″W / 43.66556°N 79.39889°W
因尼斯学院是组成多伦多大学的成员学院之一，它在规模和学院人数上都是大学中最小的学院之一。因尼斯学院坐落于多伦多大学圣乔治校区西端，罗伯兹图书馆的北部，它的名字来源于多伦多学派著名的经济学家哈洛德·英尼斯。在学院的主楼内拥有一座完善的电影院，可播放35mm、16mm以及电子形式的影像档案，这座电影院也是北美最大的纪录片节Hot Docs的主办会场。